# Coryphantha elephantidens

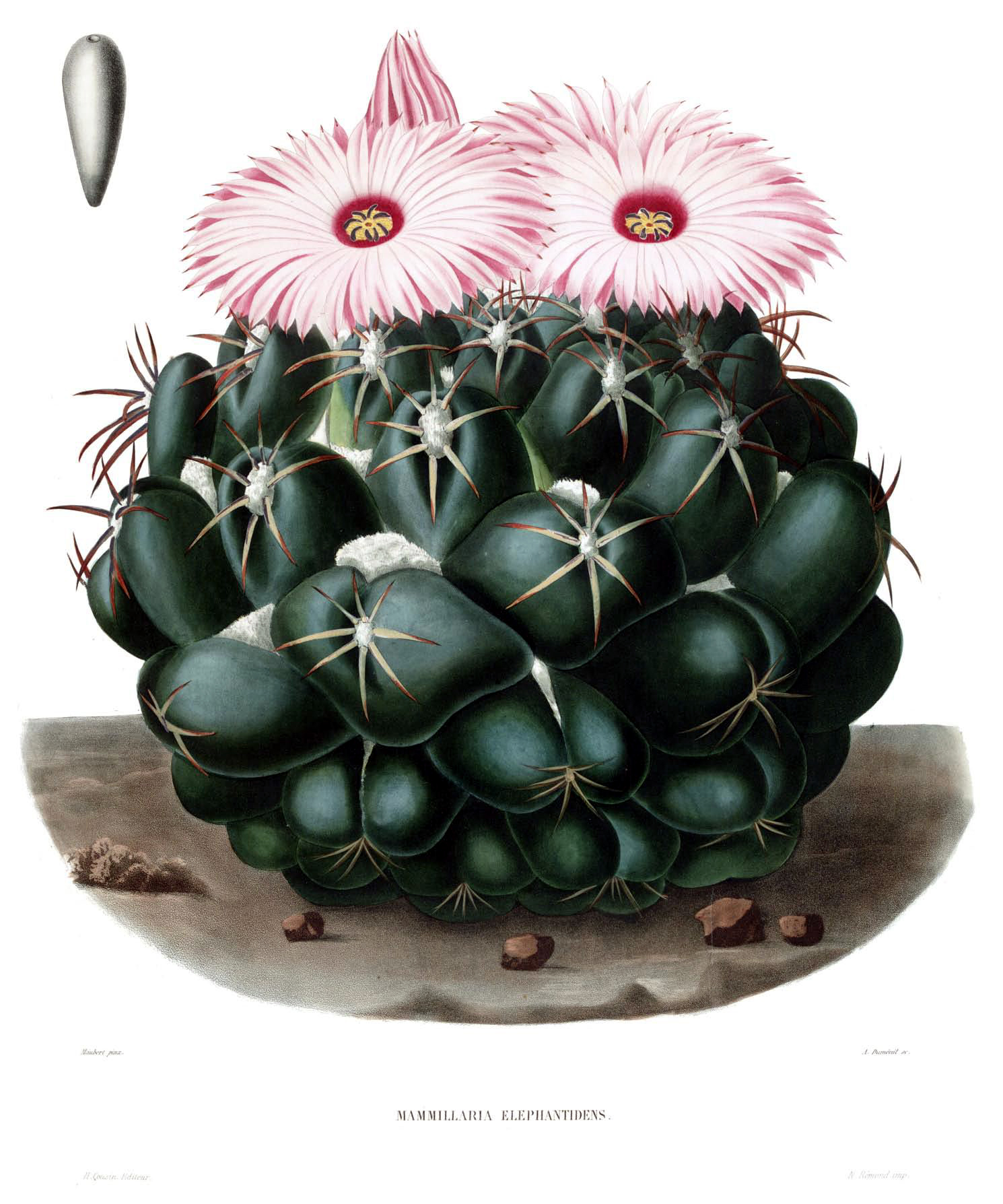
Abbildung aus Lemaires Iconographie descriptive des cactées

Coryphantha elephantidens ist eine Pflanzenart in der Gattung Coryphantha aus der Familie der Kakteengewächse (Cactaceae). Das Artepitheton elephantidens leitet sich von den lateinischen Worten elephantus für ‚Elefant‘ sowie dens für ‚Zahn‘ ab und verweist auf die großen Warzen der Art.

## Beschreibung
Coryphantha elephantidens wächst einzeln oder bildet große Gruppen. Die niedergedrückt kugelförmigen bis zylindrischen Triebe sind glänzend dunkelgrün und erreichen bei Durchmessern von 8 bis 10 Zentimeter Wuchshöhen von bis 14 Zentimeter. Die sehr großen, dicken und massigen Warzen sind kräftig, etwas rundlich und tief gefurcht. Die Axillen sind dicht bewollt. Mitteldornen sind nicht vorhanden. Die 6 bis 8 ausgebreiteten Randdornen sind kräftig, gebogen und pfriemlich. Sie sind gelblich mit einer braunen Spitze und werden bis 2 Zentimeter lang.
Die Blüten sind tief purpurrosafarben oder weiß mit einem rötlichen Schlund und rötlichen Mittelstreifen. Sie weisen Durchmesser von 8 bis 10 Zentimeter auf.

## Verbreitung, Systematik und Gefährdung
Coryphantha elephantidens ist in Mexiko weit verbreitet.
Die Erstbeschreibung als Mammillaria elephantidens durch Charles Lemaire wurde 1838 veröffentlicht. 1868 stellte er die Art in die Gattung Coryphantha. Weitere nomenklatorische Synonyme sind Echinocactus elephantidens (Lem.) Poselg. (1853) und Cactus elephantidens (Lem.) Kuntze (1891).
Es werden folgende Unterarten unterschieden:
- Coryphantha elephantidens subsp. elephantidens
- Coryphantha elephantidens subsp. bumamma (Ehrenb.) Dicht & A.Lüthy
- Coryphantha elephantidens subsp. greenwoodii (Bravo) Dicht & A.Lüthy

Coryphantha elephantidens  wird in der Roten Liste gefährdeter Arten der IUCN als „Least Concern (LC)“, d. h. nicht gefährdet, eingestuft. Die Unterart Coryphantha elephantidens subsp. greenwoodii wurde 2002 als „Endangered (EN)“, d. h. stark gefährdet, eingestuft, aber bei Neueinstufung der Art im Jahr 2009 nicht neu bewertet.

## Nachweise